# Anopheles telamali
Anopheles telamali är en tvåvingeart som beskrevs av Saliternik och Oskar Theodor 1942. Anopheles telamali ingår i släktet Anopheles och familjen stickmyggor.
Artens utbredningsområde är Israel. Inga underarter finns listade i Catalogue of Life.